# Territoire de l'Union
En Inde, un territoire de l'Union (en hindi : केन्द्र-शासित प्रदेश, kendraśāsit pradeś ; en anglais : Union Territory) est une division administrative qui relève directement du gouvernement central, à la différence des États : il s'agit donc de territoires fédéraux.
Il existe au 26 janvier 2020 huit territoires de l'Union.

## Histoire
Le Raj britannique comptait différents types de provinces qui, en fonction de leur importance, étaient administrées par un gouverneur nommé par Londres, par un lieutenant-gouverneur nommé par le vice-roi ou encore, pour les moins importantes, par un commissaire en chef.
Après l'Indépendance de 1947, la Constitution de 1950 divise l'Inde en quatre types d'États et la plupart des petites provinces du Raj ainsi que certains petits États princiers deviennent des États de catégorie C (Ajmer, Bhopal, Bilaspur, Coorg, Delhi, Himachal Pradesh, Kutch, Manipur, Tripura), dirigés par un commissaire en chef nommé par le président. Les îles Andaman-et-Nicobar sont le seul État de catégorie D, dirigé par un lieutenant-gouverneur nommé par le gouvernement central.
En 1956, le Septième amendement de la Constitution abolit les quatre catégories d'États et leur substitue une distinction entre États et Territoires de l'Union. La plupart des États de catégorie C et D sont intégrés à des États plus larges (Delhi, l'Himachal Pradesh, le Manipur et le Tripura) tandis que le territoire des îles Laquedives, Amindivi et Minicoy est créé par détachement de l'État de Madras.
Les comptoirs portugais en Inde sont annexés en 1961 : Dadra et Nagar Haveli d'un côté, Goa, Daman et Diu de l'autre sont alors constitués en territoires de l'Union. Les Établissements français en Inde (Pondichéry, Karaikal, Mahé et Yanaon) font l'objet d'un traité de cession de la France à l'Inde en 1962, avant d'être regroupés au sein du territoire de Pondichéry en 1963.
En 1963, le Government of Union Territories Act dote les territoires de l'Himachal Pradesh, Manipur, Tripura, Goa, Daman et Diu et Pondichéry d'Assemblées législatives et de gouvernements représentatifs.
Le territoire de Chandigarh est créé en 1966 pour servir de capitale commune au Pendjab et à l'Haryana, nouvel État hindiphone.
En 1971, l'Himachal Pradesh devient un État.
Le North-Eastern Areas Reorganisation) Act, entré en vigueur en 1972, crée les territoires de l'Union du Mizoram et de l'Arunachal Pradesh et transforme les territoires du Manipur et Tripura en États à part entière. Le Mizoram (dès 1972) et l'Arunachal Pradesh (à partir de 1975) bénéficient des dispositions du Government of Union Territories Act.
En 1987, l'Arunachal Pradesh, le Mizoram et Goa deviennent des États. Daman et Diu devient alors un territoire de l'Union séparé.
En 1991, la Constitution est modifiée afin de créer une Assemblée législative et un gouvernement représentatif pour le territoire de la Capitale nationale de Delhi.
En août 2019, le Parlement indien passa une loi sur la réorganisation du Jammu-et-Cachemire afin de séparer l'État autonome en deux territoires distincts (et donc sous contrôle du gouvernement fédéral) : le Jammu-et-Cachemire éponyme et le Ladakh, changement effectif le 31 octobre 2019.
En novembre 2019, le gouvernement indien introduit une loi afin de fusionner les deux territoires de Dadra et Nagar Haveli et Daman et Diu en un seul, le Dadra et Nagar Haveli et Daman et Diu. Cette fusion fut effective le 26 janvier 2020.

## Statut
Le statut des territoires de l'Union est fixé par la partie VIII de la Constitution de l'Inde. L'article 239 prévoit que :

« Sauf lorsque le Parlement en dispose autrement par la loi, chaque territoire de l'Union est administré par le président agissant, autant qu'il le juge nécessaire, par un administrateur qu'il nomme avec le titre qu'il peut spécifier. »

Le président de l'Inde étant tenu, par la Constitution, de n'agir que sur recommandation du Conseil des ministres, l'administration des territoires relève ainsi du gouvernement central. Le Parlement peut toutefois amender la Constitution afin de permettre à un territoire de l'Union d'avoir ses membres élus et un Ministre en chef, équivalant donc à un régime d'autonomie, ce qui est le cas pour trois territoires :
- l'article 239A, introduit en 1962, autorise le Parlement à créer une législature et un conseil des ministres pour le territoire de Puducherry. Une loi en ce sens est adoptée en 1963 : elle confère au gouvernement du territoire les mêmes compétences qu'un État[2]. Cela lui permet d'avoir ses représentants au Parlement indien ;
- les articles 239AA et 239AB, introduits en 1991, créent une Assemblée législative et un conseil des ministres pour le territoire de la capitale nationale de Delhi. Le gouvernement de Delhi dispose ainsi des mêmes compétences qu'un État, à l'exception de l'ordre public, de la police et de la gestion des terres[9]. Il est également représenté au Parlement indien ;
- le Jammu-et-Cachemire est représenté au Parlement indien et possède sa propre Assemblée législative élue, ainsi que son gouvernement.

L'article 240 de la Constitution prévoit que le président de l'Inde peut adopter toute régulation « pour la paix, le progrès et le bon gouvernement » des territoires de l'Union des Îles Andaman-et-Nicobar, Lakshadweep et Dadra et Nagar Haveli et Daman-et-Diu.
La Constitution ne prévoit pas quelle part des impôts et taxes fédéraux seront assignés à chaque territoire, contrairement aux États. Les fonds sont attribués par le gouvernement sans critère précis. Certains territoires obtiennent plus de fonds que d'autres sur des critères subjectifs par la seule volonté du gouvernement central. Cet état de fait amène certains territoires à obtenir plus de fonds par habitant comparés aux États.

## Liste
| Nom et localisation                                               | Nom et localisation | Code | Création | Capitale       | Superficie (km2) | Population | Institutions                                                      |
| ----------------------------------------------------------------- | ------------------- | ---- | -------- | -------------- | ---------------- | ---------- | ----------------------------------------------------------------- |
| Chandigarh                                                        |                     | CH   | 1966     | Chandigarh     | 114              | 1 055 450  | Administrateur                                                    |
| Dadra et Nagar Haveli et Daman et Diu                             |                     | DD   | 2020     | Daman          | 603              | 585 764    | Administrateur                                                    |
| Delhi                                                             |                     | DL   | 1956     | New Delhi      | 1 484            | 16 787 941 | Lieutenant-gouverneur Assemblée législative Conseil des ministres |
| Îles Andaman-et-Nicobar                                           |                     | AN   | 1956     | Port Blair     | 8 249            | 380 520    | Lieutenant-gouverneur                                             |
| Jammu-et-Cachemire                                                |                     | JK   | 2019     | Srinagar Jammu | 42 241           | 12 258 433 | Lieutenant-gouverneur Assemblée législative Conseil des ministres |
| Ladakh                                                            |                     | LA   | 2019     | Leh Kargil     | 59 146           | 274 289    | Lieutenant-gouverneur                                             |
| Lakshadweep (anciennement : îles Laquedives, Amindivi et Minicoy) |                     | LD   | 1956     | Kavaratti      | 32               | 70 365     | Administrateur                                                    |
| Puducherry (anciennement : Pondichéry)                            |                     | PY   | 1963     | Pondichéry     | 483              | 1 394 467  | Lieutenant-gouverneur Assemblée législative Conseil des ministres |

### Anciens Territoires de l'Union
| Nom                   | Nom | Capitale | Création | Disparition | Remarque |
| --------------------- | --- | -------- | -------- | ----------- | --- |
| Arunachal Pradesh     |     | Itanagar | 1972     | 1987        | L'Agence de la Frontière nord-est intègre l'Assam en 1947 et prend son nom actuel en en devenant un territoire de l'Union en 1972. Il accède au rang d'État en 1987. |
| Dadra et Nagar Haveli |     | Silvassa | 1961     | 2020        | Annexé du Portugal en 1954, l'Administration libre de Dadra et Nagar Haveli devient un territoire de l'Union en 1961. Il est fusionné avec Daman et Diu en 2020. |
| Daman et Diu          |     | Daman    | 1987     | 2020        | Issu du territoire de l'Union Goa, Daman et Diu créé après l'annexion des dernières colonies portugaises en Inde en 1961. Il est fusionné avec Dadra et Nagar Haveli en 2020. |
| Goa, Daman et Diu     |     | Panaji   | 1961     | 1987        | Après l'annexion des comptoirs portugais par l'Inde, Goa, Daman et Diu sont constitués en territoire de l'Union. Goa accède au rang d'État en 1987, Daman et Diu en territoire séparé puis fusionné en Dadra et Nagar Haveli et Daman et Diu en 2020.                                            |
| Himachal Pradesh      |     | Shimla   | 1956     | 1971        | À l'indépendance, l'Himachal Pradesh est formé par le regroupement de petits États princiers et devient une province administrée par un commissaire en chef. En 1950, il devient un État de catégorie C puis un territoire de l'Union en 1956. Élargi en 1966, il accède au rang d'État en 1971. |
| Manipur               |     | Imphal   | 1956     | 1972        | État princier pendant le Raj britannique, le Manipur devient un État de catégorie C en 1950 puis un territoire de l'Union en 1956. Il accède au rang d'État en 1972. |
| Mizoram               |     | Aizawl   | 1972     | 1987        | À la suite des revendications des Mizos, le Mizoram devient un territoire de l'Union en 1972 par séparation de l'Assam. Il accède au rang d'État en 1987. |
| Nagaland              |     | Kohima   | 1957     | 1963        | À la suite des revendications des Nagas, le Nagaland devient un territoire de l'Union en 1957 par séparation de l'Assam. Il accède au rang d'État en 1963. |
| Tripura               |     | Agartala | 1956     | 1972        | État princier pendant le Raj britannique, le Tripura devient un État de catégorie C en 1950 puis un territoire de l'Union en 1956. Il accède au rang d'État en 1972. |